# 泉州公交集团

旧LOGO（2012.5-2020.3）

通用LOGO（2020.3-2025.5）

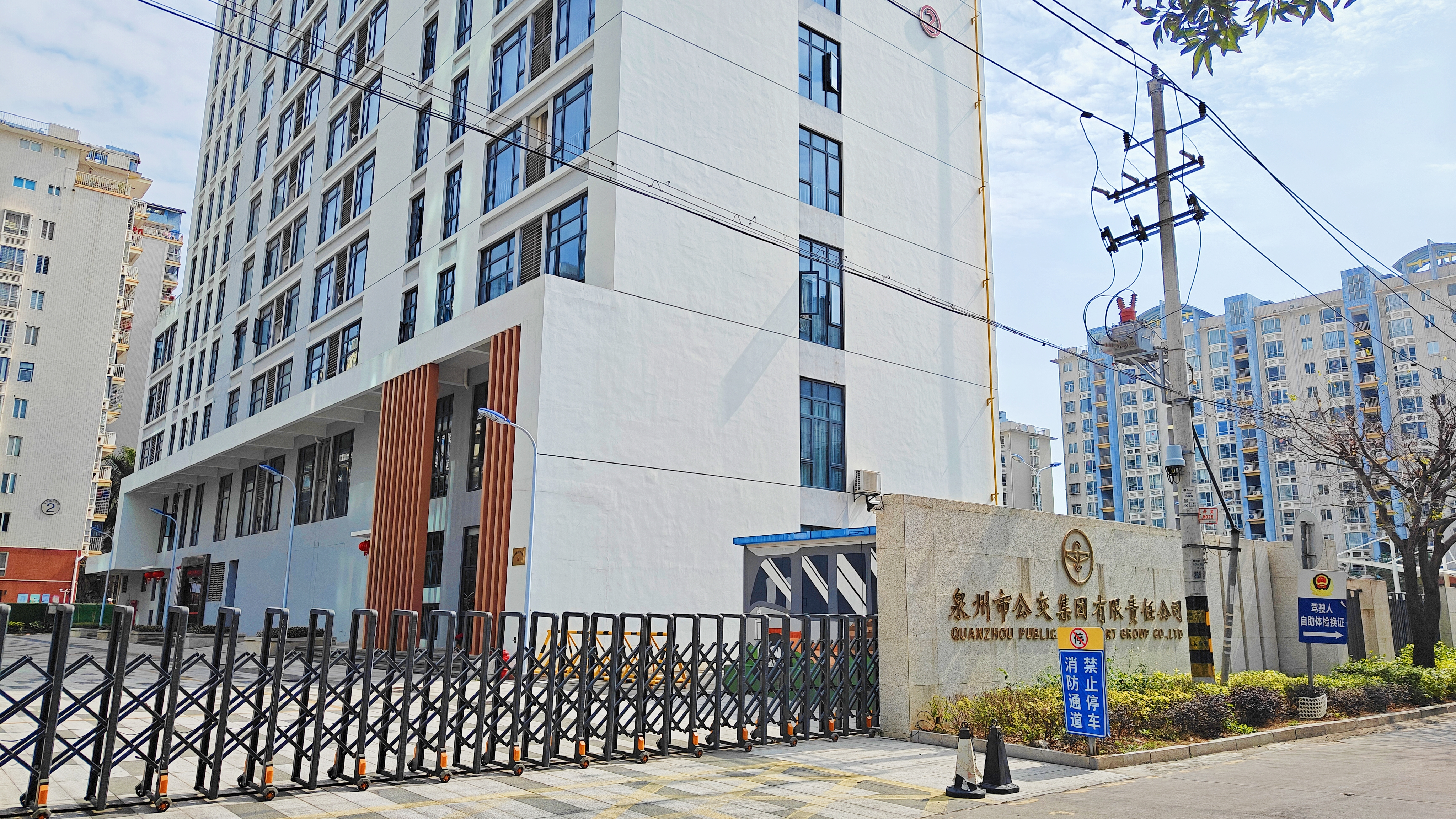
泉州公交大厦新楼

泉州市公交集团有限责任公司（原名泉州市公共交通公司、泉州公交发展有限公司，简称泉州公交）是一家以泉州市中心城区公共交通业务为主，兼顾环湾片区范围内的公交线网运营，并由泉州市国资委主管的国有独资有限责任公司。

## 简介
泉州市公交集团有限责任公司前身，泉州市公共交通公司，于1963年1月25日在天后宫成立。1998年11月，经股份改制为泉州公交发展有限公司。2018年10月30日，再次更名为泉州市公交集团有限责任公司。目前共拥有8个运营分（子）公司、2个专门分公司。

## 历史

### 天后宫（1963-1969）
- 1963年1月25日，泉州市公共交通公司成立。配车由省汽车运输公司调配3部单机客车。
- 当月，开通南门-洛阳、南门-青阳、南门-丰州等三条线路，各配备1部单机客车。并编号为1路、2路、3路。起步价0.02元人民币/人，全程票价分别为0.5、0.4、0.3元/人。[2]
- 1965年2月开通南门-体育场线（4路），5月，开通南门-后渚线（5路），日发8班.[3]
- 1966年夏，因文革爆发，泉州市区实行南北分区管理。南门-体育场线因无法穿越分区运营而停运，原有车辆调配至5路后渚线使用。1路洛阳线改为从体育场发车

### 体育场（1969-1985）
- 1969年9月，泉州公交由天后宫迁往体育场（威远楼）办公，并更名为“泉州市人民汽车公司”。当年10月，开通体育场至河市、罗溪线，日发车分别为6班、2班。
- 1975年，开通体育场-邱店线，初期仅至华塑，开通3个月后延伸至霞美镇邱店村，日发班分为：体育场至华塑8班，至邱店2班。
- 1978年，文化宫公交首末站建成，泉州公交复名为泉州市公共交通公司。同年，南门-180医院线开通。并启动第一次路号编撰，将已开通的各线编路号为1-5路
- 1979年2月，体育场-官桥线开通，日发车8班。同年，南门-后渚线改为自文化宫发车

### 温陵公交站（1985-2005）
- 1985年4月，泉州公交由威远楼迁往温陵公交站办公。原有的威远楼办公场所改为市出租汽车公司使用
- 1989年，市公交公司与出租汽车公司合并
- 1991年10月，开通1路小公共汽车（新车站-体育场）、2路小公共汽车（新车站-西郊新村），原1路（文化宫-清源山线）于1992年更名为3路小公共汽车。
- 1995年5月，泉州公交由市建设局转为市公用事业局管辖。
- 1996年1月，泉州公交开始实行分段计价制度，并启用自动报站设备。
- 1997年5月，泉州公交第一、第二分公司成立。当年10月，成立第三分公司。
- 1998年11月，泉州市公共交通公司股份化改制，市国资委持股81.55%、公交职工持股18.45%，并更名为泉州公交发展有限公司

### 公交东海站（2005-2008）
- 2005年7月，温陵公交站因市政府土地收储需要，泉州公交迁往公交东海站办公[4]，第二分公司亦由温陵迁往东海场站
- 2006年8月，泉州公交竞得泉州至晋江SM广场、石狮服装城的公交线路特许经营权。11月，该两条线路编号801路（现K604路）、802路（现K902路）开通并运营至今
- 2007年6月，江南场站建成，第一分公司由云谷迁往江南场站[5][6]，同时在云谷场站成立第四分公司

### 公交大厦（2008-）
- 2008年12月15日，公交大厦落成。泉州公交由公交东海站搬迁至公交大厦11-13楼办公[7]
- 2009年1月，30路成为省级公交精品示范线路。同年，由市财政出资，完成内部职工股的回购工作，泉州公交再次成为国有独资企业。
- 2010年4月，泉州交通运输集团成立，泉州公交成为交通集团旗下所属公司
- 2011年，泉州公交由市公用事业局转为市交通委管辖。
- 2013年2月，开发区公交公司成立，开通3条区内支线线路[8]。8月，第四分公司由云谷场站迁往城东场站[9]，同时在云谷场站成立第五分公司。10月，泉州公交所属台商投资区公交公司成立，开通701路。[10]
- 2016年6月，泉州公交开通X1路、X2路、X3路、X4路等4条中心城区社区巴士，并于2017年1月，开通古城一区块状运行公交系统。
- 2017年6-7月，泉州公交启动自成立以来，最大规模的票制改革。运营范围位于鲤城区、丰泽区、洛江区（万安）、开发区（清濛）以内的线路，票价由原先的2-3元统一降为一票制1元[11]
- 2018年1月19日，因《泉州交发集团所属企业整合重组方案》印发实施，第二公交、石狮公交自该日起停止运作，并成为为公交发展下属子公司。[12]
- 2018年4月1日，因交发集团内部调整。开发区公司建制撤销，原所属线路全部划入一分公司。
- 2018年10月30日，为推进泉州环湾公交一体化，泉州公交全称由泉州公交发展有限公司，更名为泉州市公交集团有限责任公司。其下属第一、二、三、四、五分公司，分别更名为江南、东海、洛江、城东、温陵分公司，第二公交更名为环湾公司[13]。
- 2018年11月23日，泉州市公交集团有限责任公司在公交大厦正式揭牌[13]。
- 2019年2月1日，泉州公交集团下属石狮公司完成与原顺荣公交的兼并重组，后者于当日正式并入石狮公交。
- 2021年12月，泉州公交原社区巴士线路自该月起统一更名为“微公交”。
- 2022年3月16日，受疫情防控要求，泉州公交旗下除石狮公司外，所有线路暂停运营，恢复时间待定。[14]
- 2022年4月18日，泉州公交市区线路及石狮公司所属线路恢复运营
- 2023年1月16日-2月5日，泉州公交首次实行免费乘车活动。除石狮公司所有线路，台投公司区内支线外，活动期间所有线路免费乘坐。[15]
- 2023年12月，泉州公交首次引入双层巴士。2024年2月7日，投入海丝旅游观光专线运营。[16]
- 2024年6月27日，因金崎片区改造一期征收需要，公交东海站启动征迁，并于7月下旬拆除完毕。东海分公司由此迁往港湾街首末站过渡办公、驻场。

## 收费

### 计价方式
- 泉州公交收费方式分为一票制及分段计价式收费，市区内线路的票价均为一票制1-2元。部分跨区线路采取分段计价方式计费，分段计价线路全程票价则为1-7元，分段方式为1元、1.5元、2元等。
- 泉州公交已于2017年11月16日起，全面取消有人售票制度，目前所属所有线路皆为无人售票线路。

### 电子支付
- 2011年1月，泉州公交启用支持住建部互联互通的泉通卡刷卡支付系统。2016年1月，泉通卡系统由住建部City Union变更为交通部T-Union系统，所售卡种亦逐步由CU制式转为TU制式。
- 2016年12月，泉州公交社区巴士启用微信支付，乘客乘坐社区巴士时，可使用微信APP扫描投币机上的二维码，以微信支付的方式支付车费。
- 2018年9月，泉州公交部分线路启用泉城通APP乘车码。[17]
- 2018年12月20日，泉州公交支付宝乘车码启用，范围扩大至所有装配雄帝EMP5210型刷卡机的线路。
- 2019年1月20日，泉州公交云闪付乘车码启用